# Eduardo Sánchez Eznarriaga
Eduardo Sánchez Eznarriaga (Madrid, 1870-Madrid, 1924) fue un arquitecto español, representante de la arquitectura ecléctica de principios del siglo XX en España. En poco más de una década dejó en Madrid una importante obra consolidando la arquitectura burguesa que practicaron otros técnicos como Luis Sáinz de los Terreros y Joaquín Rojí.

## Obras
Nació en 1870 en Madrid. Habiendo ganado oposición como arquitecto de Hacienda, se inició en Barcelona. Se trasladó luego a Madrid donde ha dejado su obra más representativa.

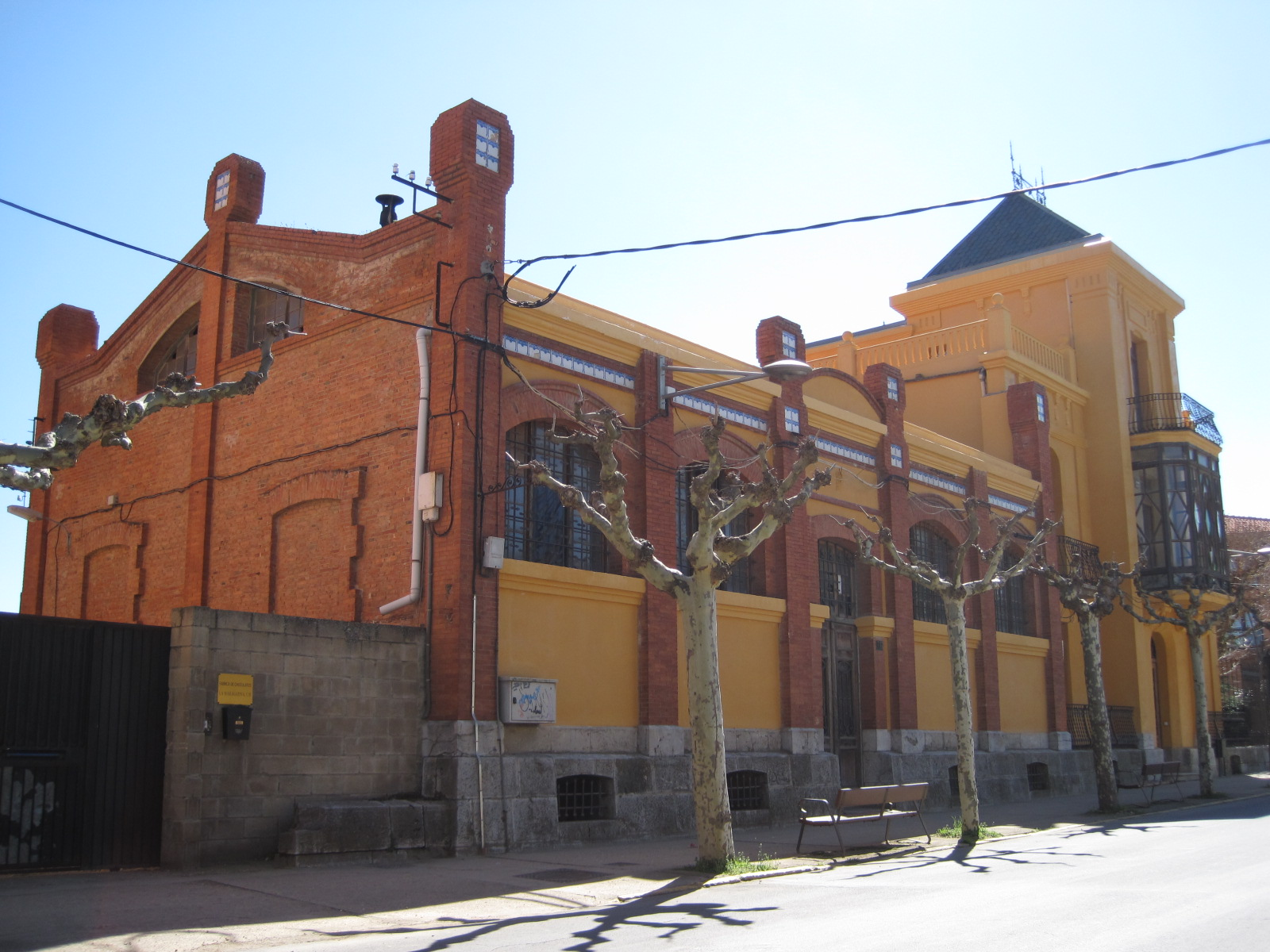
Museo del Chocolate de Astorga.

En 1910 construyó en Astorga un palacete por encargo del empresario chocolatero Magín Rubio González para albergar una fábrica de chocolates, almacén de coloniales y oficina bancaria. Posteriormente fue conocido como Casa Don Paulino por ser residencia de Paulino Alonso, abogado y alcalde de la ciudad. Hoy en día el edificio es propiedad del Ayuntamiento de Astorga y alberga el Museo del Chocolate.

En 1911 acometió unas reformas en el Teatro Eslava; y en 1914 ganó el concurso para la realización de una de sus obras más representativas, el edificio del Casino Militar (1914-1916) en el número 13 de la Gran Vía. A partir de entonces se especializó en edificios que albergan teatros. En 1917, su proyecto del Calderón (pretenciosamente nacido como el Odeón madrileño), obtuvo el premio del Ayuntamiento. De 1919 es el edificio del Teatro Alcázar (conocido en su origen como Palacio de los Recreos). Su última obra fue el Teatro Infanta Beatriz, proyectado en 1923, un año antes de su muerte (continuó la obra su alumno Eduardo Lozano Lardet).

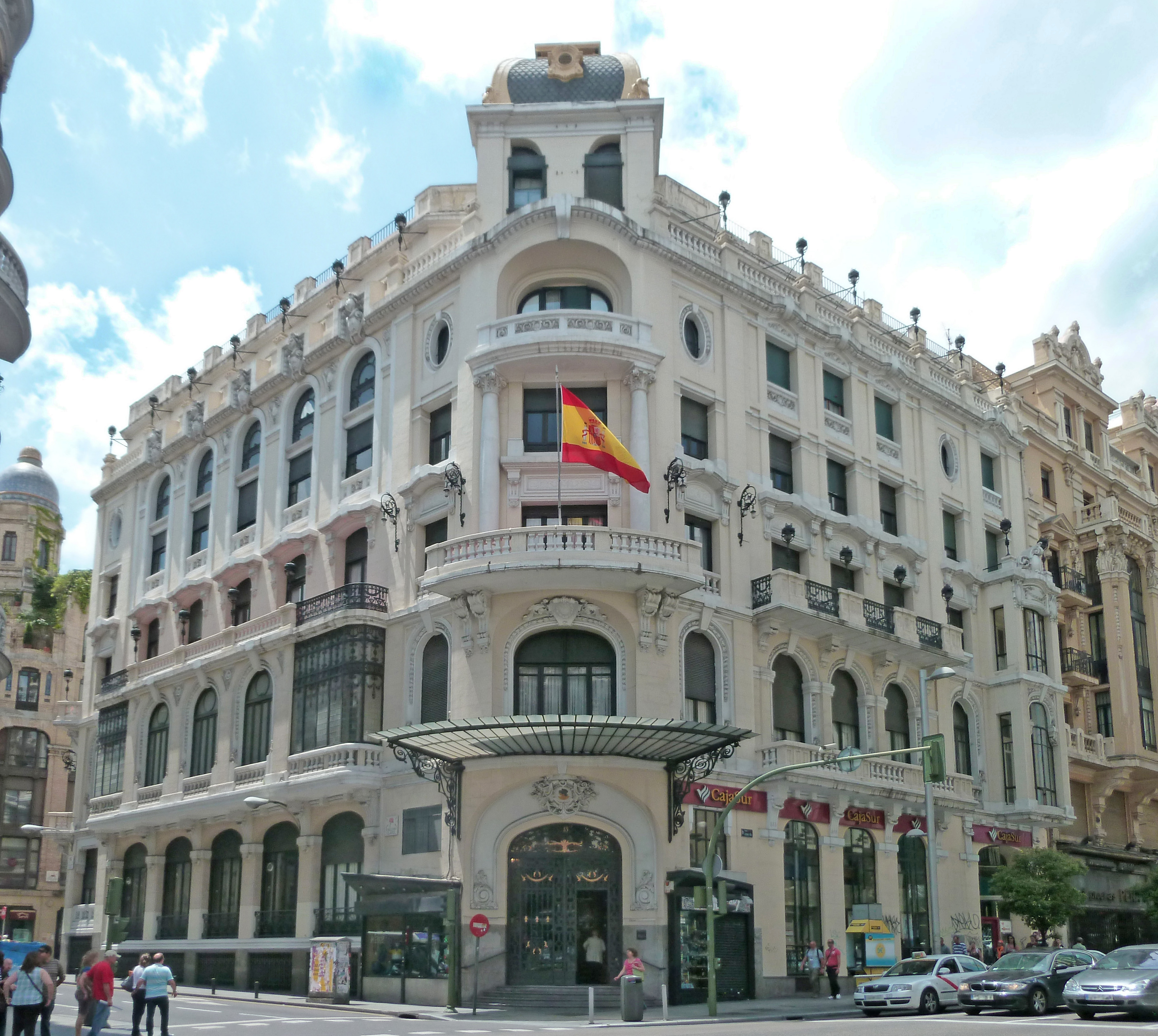
Edificio del Casino Militar de Madrid.

Sus edificios de viviendas reflejan su vocación cosmopolita y recargada, desatendiendo aspectos funcionales, como puede verse en las casas de Gran Vía, 5 (de 1914); García de Paredes, 19: Santa Engracia, 155; de Princesa esquina a Meléndez Valdés (de 1919); Infantas esquina a Marqués de Valdeiglesias (de 1921); y Arenal, 5 esquina Mayor (de 1923). Falleció el 19 de enero de 1924 en Madrid.